# Niederhöning

Niederhöning 2 im Juni 2023

Niederhöning ist ein Gemeindeteil der Stadt Dorfen im oberbayerischen Landkreis Erding.

## Lage
Die Einöde Niederhöning liegt unmittelbar südlich der Bahnstrecke München–Simbach, etwa drei Kilometer südöstlich des Stadtzentrums von Dorfen.

## Bevölkerungsentwicklung
Um 1871 gab es in Niederhöning 19 Einwohner. Im Mai 1987 lebten dort zwölf Einwohner in zwei Wohngebäuden, von denen eines in zwei Wohnungen aufgeteilt war.
| Jahr      | 1871 | 1925 | 1950 | 1970 | 1987 |
| Einwohner | 19   | 18   | 20   | 12   | 12   |